# Dmitrij Dmitrievič Šostakovič
Dmítrij Dmítrievič Šostakóvič (in russo Дми́трий Дми́триевич Шостако́вич?; San Pietroburgo, 25 settembre 1906 – Mosca, 9 agosto 1975) è stato un compositore e pianista sovietico.
Ritenuto tra i più importanti compositori di scuola russa e, più in generale, della musica del Novecento, Šostakovič ebbe un travagliato rapporto con il governo sovietico: subì infatti due denunce ufficiali a causa delle sue composizioni (la prima nel 1936, la seconda nel 1948) e i suoi lavori furono periodicamente censurati. La sua totale riabilitazione avvenne solamente dopo la morte di Stalin, e culminò con la sua elezione al Consiglio supremo sovietico e con la sua nomina ad ambasciatore dell'URSS in importanti eventi culturali di tutto il mondo. Ricevette moltissimi riconoscimenti e titoli internazionali.
Šostakóvič divenne famoso nei primi anni dell'Unione Sovietica, con opere come la sua Prima Sinfonia o l'opera Il naso, che combinavano con grande originalità la tradizione russa e le correnti moderne dell'Occidente. Successivamente, la sua musica è stata talvolta denunciata come decadente e reazionaria e altre volte elogiata come rappresentante della nuova arte socialista dal Partito Comunista dell'Unione Sovietica (PCUS). In pubblico, fu sempre fedele al sistema sovietico, ricoprì importanti responsabilità nelle istituzioni artistiche, accettò di aderire al PCUS nel 1960 e divenne membro del Soviet Supremo dell'Unione Sovietica.
Dopo un periodo iniziale in cui sembrano prevalere le influenze di Sergej Prokof'ev, Igor' Stravinskij e Paul Hindemith, Šostakóvič ha sviluppato uno stile ibrido di cui è rappresentativa la sua opera Lady Macbeth di Mtsensk (1934). Successivamente si è spostato verso uno stile post-romantico, in cui spicca la Quinta Sinfonia (1937) e in cui l'influenza di Gustav Mahler si combina con la tradizione musicale russa, con Modest Musorgskij e Igor' Stravinskij come riferimenti importanti. Ha integrato tutte quelle influenze creando uno stile molto personale.
La sua musica di solito include forti contrasti ed elementi grotteschi, con una componente ritmica molto prominente. Nel suo lavoro orchestrale spiccano quindici sinfonie e sei concerti, mentre nella sua musica da camera vale la pena citare soprattutto i suoi quindici quartetti d'archi.
Ha composto anche diverse opere, oltre a musica per film e balletto. Šostakovič è stato infatti uno dei più prolifici autori di musiche per pellicole dell'Unione Sovietica.

## Biografia

### L'infanzia

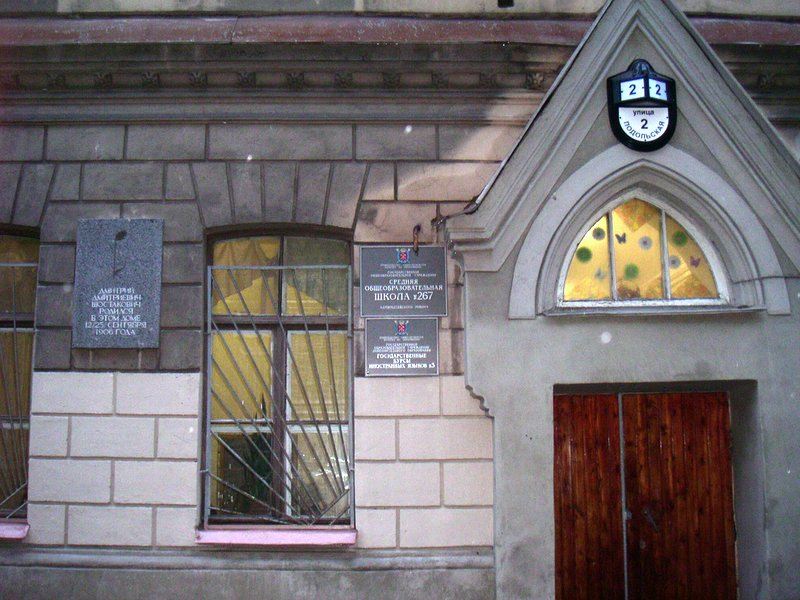
La casa natale di Šostakovič a San Pietroburgo, ora Scuola n. 267. Una targa commemorativa è posta sulla sinistra dell'edificio.

Nato a San Pietroburgo il 25 settembre 1906 (il 12, secondo il calendario giuliano ortodosso), al numero 2 di via Podólskaya, Šostakovič era il secondogenito dei tre figli di Dmitri Boleslávovich Šostakovič e Sofiya Vasílievna Kokoúlina. Nel 1903 il padre Dmitri Boleslávovich aveva sposato Sofiya Vasílievna Kokoúlina, una dei sei figli nati da un siberiano emigrato anche lui nella capitale. La famiglia, di origini polacche, apparteneva alla nuova borghesia che in quel periodo si affacciava alla vita sociale in Russia, mostrando un atteggiamento critico rispetto alla politica repressiva del regime zarista e di aperto sostegno alle vedute dell'intelligencija. Oltre alla madre, pianista, anche il padre amava suonare il pianoforte e la chitarra.

### Gli studi

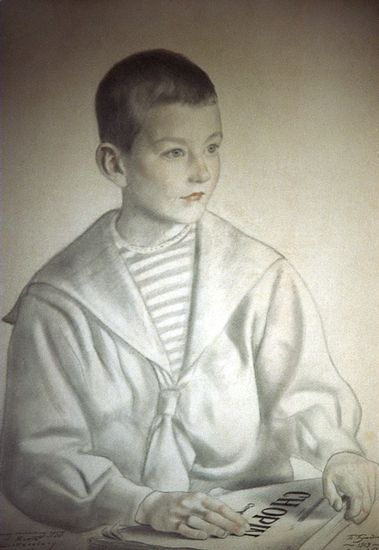
Šostakovič a tredici anni, in un disegno del pittore Boris Kustodiev

Dmitrij Šostakovič, da come si legge nella sua autobiografia scritta nel 1927, cominciò lo studio del pianoforte spinto dalla madre. Benché dapprima riluttante, Mitja, come veniva chiamato in famiglia, mostrò un talento eccezionale per il pianoforte e, in seguito, anche per la composizione. Risalgono infatti al 1915 (aveva nove anni) le prime composizioni (il poema per pianoforte Il soldato, ispirato forse dalle notizie sulla prima guerra mondiale) ed esibizioni: in autunno eseguì l'Album per la gioventù di Čajkovskij. Alcuni avvenimenti di questi anni, come i discorsi di Lenin alla città di Pietrogrado, la Rivoluzione d'Ottobre e le notevoli quantità di vittime provocate dalla guerra, influirono notevolmente sulla formazione umana e musicale del giovane Mitja.
Alcune composizioni di questo periodo sono l'opera Gli zingari, il balletto La sirenetta (dalla favola di Andersen), una Fantasia per due pianoforti, diverse polke e musiche per piano solo, ma anche un Inno alla libertà e una Marcia funebre. La sua famiglia entrò intanto in contatto con personalità russe molto note: il pittore Boris Kustodiev, conosciuto poco dopo la rivoluzione, a cui Šostakovič dedicherà il Preludio n. 1; il compositore Glazunov, all'epoca direttore del Conservatorio di Pietrogrado; il pianista Sofronickij; gli scrittori Gor'kij e Tolstoj.

### Il Conservatorio e il lavoro nei cinema

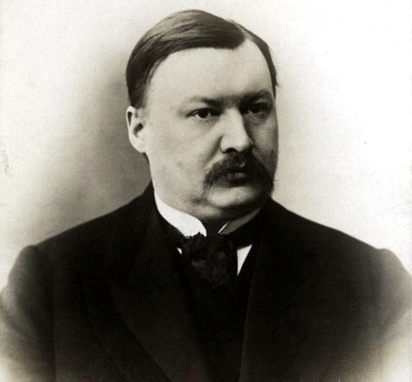
Glazunov, direttore del conservatorio di San Pietroburgo

Šostakovič entrò nel 1919 al Conservatorio di San Pietroburgo, dove continuò a studiare il pianoforte con Leonid Nikolaev, solfeggio con Aleksej Alekseevič Petrov e composizione con Maksimilian Štejnberg (a cui dedicherà lo Scherzo per orchestra in Fa diesis, op. 1). Glazunov in persona si occupò di fare assegnare a Šostakovič una borsa di studio, visto che appariva ormai come un bambino prodigio.
Le composizioni risalenti a questo periodo sono la Danza Fantastica n. 1, Ti ho atteso nella grotta (trascrizione di Rimskij-Korsakov), Tema e variazioni, op. 3, le Due Favole di Krylov e le Tre danze fantastiche, prima opera edita del musicista.
All'inizio del 1922 il padre morì di polmonite. A lui dedicò la Suite in Fa  minore per due pianoforti.
Malgrado ciò, il ragazzo continuò brillantemente gli studi e si diplomò in pianoforte, con il massimo dei voti, nel 1923. Il programma d'esame comprendeva: Bach (Preludio e fuga in Do diesis minore), Beethoven (Sonata n. 21), Chopin (Terza ballata), Mozart (Variazioni in Do maggiore), Schumann (Humoreske e Concerto in La minore) e Liszt (Venezia e Napoli).
Al 1923 risalgono i primi abbozzi della Sinfonia n. 1, il Trio n. 1 e i Tre pezzi per violoncello e pianoforte. Dmitrij si esibì inoltre in diverse manifestazioni (eseguendo anche il Concerto n. 1 per pianoforte di Čajkovskij), e ricevette elogi da molte riviste del settore.
Nonostante i risultati brillanti, venne impedita al ragazzo la prosecuzione del corso di composizione. Šostakovič tentò quindi l'ammissione al Conservatorio di Mosca.
In seguito alla morte del padre, Šostakovič e la sua famiglia si trovarono in una situazione economicamente precaria. Ciò costrinse il compositore a lavorare come illustrator, ossia pianista accompagnatore, nelle sale di proiezione di film muti. Sebbene Mitja giudicasse il lavoro faticoso e debilitante, questa esperienza si rivelò utile negli anni futuri, nella composizione di musiche per film. In questo periodo, Šostakovič manifestò le prime insofferenze nei confronti dell'ambiente musicale leningradese, estremamente tradizionalista, accademico e ancora eccessivamente legato all'illustre eredità di Rimskij-Korsakov.

### Il successo della Prima sinfonia e il primo dopoguerra

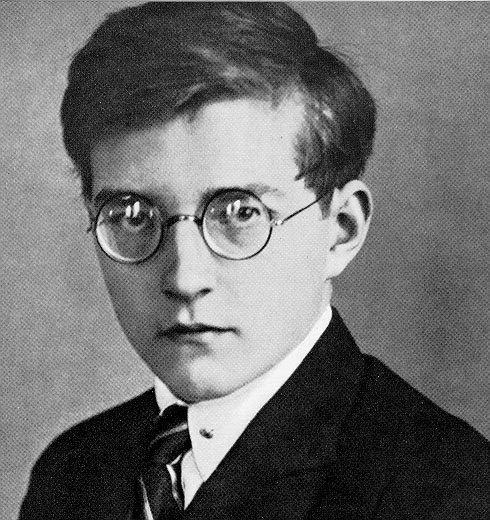
Šostakovič a 19 anni

Il 20 marzo 1925 Šostakovič eseguì a Mosca le proprie opere. Nonostante gli applausi, il compositore non incontrò il gusto dei moscoviti. Conobbe poi il maresciallo Tuchačevskij e il compositore e teorico Boleslav Javorskij, che, notato il grande talento del giovane, fecero pressione sul direttore Nikolaj Mal'ko affinché approvasse l'esecuzione della Prima sinfonia, completata appunto da Šostakovič nel 1925. Mal'ko riuscì a far eseguire il lavoro il 12 maggio 1926, con la Filarmonica di Leningrado. Il successo fu clamoroso, gli insegnanti del Conservatorio di Leningrado decisero di ammettere Šostakovič al corso di composizione. Il compositore portò la sinfonia all'esame di diploma in composizione, ottenendo il massimo dei voti.
L'opera venne eseguita in tournée dalla filarmonica a Charkiv, Kislovodsk e Baku ed entrò ben presto nel repertorio dei più grandi direttori dell'epoca: nel 1927 Bruno Walter, a Berlino; nel 1928 Stokowski a Filadelfia e Rodziński a New York; nel 1931 la sinfonia venne più volte eseguita da Toscanini.

### La fine degli anni Venti
Nel 1927 Šostakovič compose l'Ottetto, op. 11, e la Sonata n. 1 per pianoforte, op. 12. Iniziò anche a lavorare sulla Seconda sinfonia e sull'opera Il naso, sui testi di Gogol'. Nel 1929 l'ARMP, il partito sovietico dei musicisti, criticò la sua opera, definendola formalista, e nel 1930 ne pubblicò una versione ridotta che tuttavia conobbe un immenso successo prima di essere criticata ancora e proibita, in quanto considerata come il prodotto di un semplice borghese decadente. Al Concorso Chopin di Varsavia ottenne solo una menzione d'onore dalla giuria, ma ricevette però grandi ovazioni dal pubblico. Le ultime opere, compresi gli Aforismi, op. 13, appena composti, non suscitarono favori da parte di Steinberg. Verso la fine dell'anno venne eseguita la Seconda sinfonia, op. 14, dedicata alla Rivoluzione d'Ottobre.
In queste opere si cominciano ad osservare alcuni tratti che contraddistingueranno la produzione musicale di Šostakovič: la satira e il grottesco. Insieme a questi due elementi, si unisce il credo costruttivista, che in questi anni va diffondendosi in Unione Sovietica nei diversi campi artistici (si pensi a Tatlin, Mejerchol'd e alcuni esperimenti cinematografici di Ėjzenštejn), e che nella musica di Mitja si concretizzano con la presenza di melodie cromatiche, di una durezza ritmica notevole e di modulazioni improvvise.
Al 1928 risalgono diversi lavori: il Tahiti Trot, op. 16, arrangiamento del popolare fox trot da No, no, Nanette di Vincent Youmans; la trascrizione per orchestra di Due pezzi di Scarlatti, op. 17. Šostakovič termina, a luglio, Il naso: è la sua prima opera teatrale ed è tratta dai Racconti di Pietroburgo di Gogol'. I librettisti sono Zamjatin, Prejs e il grande regista teatrale Mejerchol'd, che ebbe una grande importanza nella stesura e nella realizzazione dell'opera. Il rapporto con Mejerchol'd proseguirà anche in seguito: nel 1929 il regista chiederà al compositore di scrivere le musiche di scena per La cimice. A Šostakovič vennero anche commissionate le musiche del film Nuova Babilonia, di Kozincev e Trauberg, i registi più conosciuti dell'epoca insieme a Ėjzenštejn. I brani della colonna sonora del film furono però criticati duramente. La première del Naso si svolse a Leningrado nel 1930, diretta da Samosud: nonostante l'immenso successo, la critica, tranne rare eccezioni, non comprese l'opera nel suo reale significato tragico-umoristico. L'opera fu successivamente proibita e fu rimessa in scena solamente quaranta anni dopo.
Altri lavori del 1929-1930 sono i due pezzi per l'Armer Columbus, op. 23; le musiche di scena per Lo sparo, op. 24, e per Terra vergine dissodata, op. 25, di Leopoli; una trascrizione per pianoforte della Sinfonia di Salmi di Stravinskij; la colonna sonora del film Sola, op. 27, per la coppia Trauberg-Kozincev; i balletti L'età dell'oro, op. 22, su libretto di Ivanovskij, che si rivelò un insuccesso, e Il bullone, op. 27. Nei due anni successivi, invece, videro la luce la commedia La compagnia verde, Rule, Britannia!, la colonna sonora de Le montagne dorate e dello spettacolo Giustiziati con Condizionale, le musiche dello spettacolo teatrale Amleto, Due pezzi per quartetto, una trascrizione della polka de L'età dell'oro e, infine, cominciò a lavorare sull'opera Una Lady Macbeth del distretto di Mcensk.

### I primi anni Trenta
Nel 1932 al compositore venne commissionata la musica per il film Genu in Pilae, distrutto in seguito per ordine di Stalin. Il musicista, che aveva ottenuto un grande successo praticamente solo con la Prima sinfonia, non poté far altro che accostarsi a quelle che erano le idee e le linee guida stabilite dal regime, componendo musiche di carattere encomiastico e trionfale. Nel 1932 iniziò, infatti, la composizione di una sinfonia, che rimase però incompiuta, intitolata Da Karl Marx ai nostri giorni, per coro, soli ed orchestra. Doveva essere un lavoro basato sulla vita del filosofo e di Feuerbach.
Successivamente, nell'aprile del 1932, il Partito decise di formare la Lega dei Compositori Sovietici: i futuri brani musicali avrebbero dovuto contenere canti popolari, inni e finali trionfanti. Šostakovič, eletto presidente della sezione di Leningrado, si salvò dalle censure grazie al fatto che compose musiche per film (la produzione di colonne sonore era infatti allineata con l'esaltazione della patria, tanto voluta dal regime stalinista). Il compositore dovette tenere "segreta" la produzione cameristica. A questo periodo risalgono le Sei romanze su parole di poeti giapponesi, op. 21, che verranno eseguite solamente nel 1966.
Nel maggio del 1932 sposò Nina Vasil'evna Varzar. Da questo matrimonio nasceranno la figlia Galina (1936) e il figlio Maksim (1938), che divenne direttore d'orchestra. Nel 1934 completò anche la Lady Macbeth, opera che dedicò alla moglie; l'anno successivo compose i Ventiquattro preludi, op. 34, e il Concerto n. 1 in Do min. per Pianoforte, tromba e orchestra, op. 35. Pensò inoltre ad una nuova opera, Il grande Fulmine, un Madrigale per il nuovo anno, e compose anche delle musiche per la pièce teatrale La commedia umana, op. 37, per il Teatro Bachtangov di Mosca.

### Una Lady Macbeth del distretto di Mcensk
Nel 1934 la Lady Macbeth, sua seconda opera, era completa: per l'onore della première si erano proposti il Malyj di Leningrado e il Nemirovič di Mosca. Šostakovič la concesse a entrambi e l'opera venne rappresentata il 22 e il 24 gennaio 1934. Gli spettacoli furono presentati con diversi titoli (nella capitale il titolo era Katerina Izmajlova). L'opera ottenne uno strepitoso successo, la critica fu entusiasta: basti pensare che l'opera fu replicata, nei primi due anni, ottantatré volte a Leningrado e novantasette volte a Mosca; successivamente fu rappresentata a Londra, Praga, Lubiana, Cleveland, Copenaghen. Ricevette inoltre i complimenti di Rodziński, Aram Chačaturjan, Arturo Toscanini e del compositore Benjamin Britten. Prendono vita in questo periodo la Suite per orchestra jazz n. 1, le musiche per il film Amore e odio, la Sonata per Violoncello e Pianoforte, op. 40. Aiuta inoltre Ivan Dzerzinskij nella stesura de Il placido Don.

### La prima condanna sociale
Il 1º dicembre 1934 fu ucciso Kirov, il responsabile del Partito per i compositori. Gli succedette Andrej Ždanov, che iniziò una campagna di irrigidimento della produzione artistica. Nel 1935 intanto la Lady Macbeth continuò a ottenere successi: venne rappresentata a New York, Filadelfia, Buenos Aires, Praga, Bratislava e Stoccolma. Šostakovič intanto componeva un terzo balletto, Il rivo chiaro, op. 39, una nuova colonna sonora per il film La giovinezza di Maksim (op. 41, il primo di una trilogia) della coppia Trauberg-Kozincev e Amiche (op. 41a), di Arnštam, oltre che il cartone animato Il racconto del pope e del suo servo Balda. Inoltre sono dello stesso anno i Cinque frammenti, op. 42, dei brani avanguardistici che servirono al compositore da prova per quello che è uno dei suoi più grandi lavori: la Quarta sinfonia.
Quando la Lady Macbeth venne presentata anche al Bol'šoj Stalin presenziò a una rappresentazione (probabilmente il 28 gennaio 1936; altre fonti anticipano la data di un mese); alcuni raccontano che abbia abbandonato la sala al primo intervallo, dopo la scena di sesso tra Sergej e Katerina; altri che rimase fino alla fine sghignazzando con i suoi accompagnatori, ma è certo che non abbia invitato il compositore nel suo palco, come era sua abitudine per commentare l'opera ed elargire "consigli". Il 28 gennaio 1936, sulla Pravda apparve un articolo anonimo intitolato Caos invece di musica, che stroncava l'opera, definendola caotica, apolitica, pervertita. La denuncia, inaspettata visto il successo che l'opera aveva avuto, provocò la cancellazione del lavoro dai programmi sia a Mosca sia a Leningrado.
Pochi giorni dopo il giornale pubblicò anche articoli contro Il rivo chiaro; composizioni come il Concerto per piano e i Preludi furono stroncate nei dibattiti della Lega dei Compositori a Leningrado e a Mosca. Per mantenere il loro prestigio, Sollertinskij e Asaf'ev non contraddissero la posizione del regime. Dalla testimonianza di Ervin Sinkó sembra che Šostakovič, a questo punto, avrebbe voluto togliersi la vita, ma Stalin stesso, in un incontro con il compositore, minimizzò le accuse degli articoli, e consigliò a Mitja di approfondire di più le canzoni popolari.

### La risposta di Šostakovič: laQuinta sinfonia
Il compositore finì, nell'aprile 1936, la Quarta sinfonia, op. 43. La fece sentire a una ristretta cerchia di persone, tra le quali Ivan Sollertinskij e Otto Klemperer. La sinfonia, che doveva essere eseguita a novembre, venne però ritirata all'ultimo momento da Šostakovič. Solamente venticinque anni dopo questa monumentale opera venne rappresentata.
Altre opere di questo anno sono le musiche per lo spettacolo Salve, Spagna! e le Quattro romanze su versi di Puškin, op. 46.
Si moltiplicavano intanto gli omicidi ordinati dal regime. Molti cari amici di Mitja persero la vita: il maresciallo Tuchačevskij, il già citato Mejerchol'd e il musicologo Žiljaev. Insieme a loro vennero uccise anche le rispettive famiglie. Nel 1937 fu nominato professore di Composizione al Conservatorio di Leningrado. Compose anche la sua Quinta sinfonia, op. 47. Scritta tra l'aprile e il luglio (l'Adagio in soli tre giorni), venne eseguita a novembre, sotto la direzione di Evgenij Mravinskij (che diresse molte altre première del musicista).
La sinfonia venne presentata come la "Risposta ad una giusta critica" e si dice che l'opera venne accolta con una grandissima commozione e un entusiasmo generale. Tra i diversi movimenti della sinfonia, il quarto venne definito dai critici una "forzatura trionfale-ottimistica" e "una volontà di vendetta da parte del compositore". Secondo Volkov, Šostakovič avrebbe descritto così l'epico movimento finale della Quinta:
Šostakovič tornò quindi sugli allori: la sinfonia fu eseguita a Tbilisi, Charkiv e Rostov, la partitura fu richiesta da Klemperer e Toscanini e venne registrata da Rodziński. Šostakovič componeva intanto le musiche per i film Il ritorno di Maksim (op. 45, seconda parte della trilogia di Maksim), I giorni di Volocaevskij (op. 48), Il distretto di Viborg (op. 50), Amici (op. 51), Il grande cittadino (op. 52) e L'uomo col fucile (op. 53); scrisse un'altra opera, Le dodici sedie, basata su scritti di Evgenij Petrovič Petrov e Il'ja Arnol'dovič Il'f; compose, infine, la Seconda suite per orchestra jazz e il Primo quartetto.
Nel 1938 Šostakovič diventò professore ordinario a Leningrado e un articolo parla di una sua Sinfonia dedicata a Lenin. Rimasta incompleta, gli schizzi della sinfonia andranno a far parte della Sesta. La nuova sinfonia sarà eseguita da Mravinskij nel 1939. Se ci si aspettava una titanica, monumentale sinfonia per Lenin, Šostakovič compose invece una scherzosa melodia messicana, con autocitazioni dalla Lady Macbeth e frammenti di Mozart, Rossini e Verdi. L'opera venne accolta con curiosità e, ovviamente, accusata di formalismo.
Nel 1939 il Kirov di Leningrado incaricò Šostakovič di fare una nuova strumentazione per il Boris Godunov. Dell'anno successivo sono invece i Tre pezzi per violino (forse ritirati dall'autore), l'orchestrazione del Vergnügungszug di Johann Strauss, le musiche per i film Le avventure di Korzinka (op. 58), Il grande cittadino - II Parte (op. 55), Lo stupido topolino (op. 56, film mai realizzato). Nel 1940 scrisse il Quintetto per Pianoforte, opera per la quale riceverà il Premio Stalin l'anno successivo. Al 1940 risalgono anche il progetto per l'opera Katjuša Maslova e la composizione delle musiche per la messa in scena del Re Lear di Shakespeare. Šostakovič divenne intanto Presidente della Lega dei Compositori Sovietici.

### Le opere belliche

#### LaSinfonia di Leningrado
Allo scoppio della seconda guerra mondiale Šostakovič si trovava a Komarovo, allora in Finlandia. La Wehrmacht, in breve tempo, raggiunse Leningrado. Dmitrij cercò più volte di farsi arruolare nell'Armata Rossa, ma venne sempre respinto a causa della salute cagionevole. Fu comunque arruolato in un gruppo addetto al controllo degli incendi e venne assegnato al tetto del Conservatorio. Una foto, divenuta in seguito molto famosa, di quest'inedito Šostakovič-pompiere fu pubblicata sul Times del 20 luglio 1942.
Il 15 luglio 1941 Mitja iniziò la composizione dell'opera più famosa: la Settima sinfonia. In breve tempo sarebbe diventata l'emblema della resistenza russa di fronte alla macchina da guerra tedesca. Il 16 settembre il compositore intervenne in una trasmissione radiofonica d'incoraggiamento ai soldati al fronte, parlando della creazione della sua opera.
La sinfonia op. 60 venne terminata in un tempo record: il 27 dicembre era completa. A Kujbyšev, luogo dove venne trasferita l'intelligencija di Leningrado (tra cui Šebalin, Kabalevskij, Ojstrach, Gilels, Ėjzenštejn e Il'ja Ėrenburg), venne eseguita per la prima volta il 4 marzo 1942, sotto la bacchetta di Samosud. Esplose il mito della Leningrado. La Sinfonia venne eseguita a Leningrado, sotto gli incessanti bombardamenti, suscitò la commozione di tutti i presenti e provocò un'ondata di applausi per Dmitrij Šostakovič. In poco tempo venne replicata in tutta la Russia, fino ad arrivare, tramite un microfilm contenente la partitura, a Toscanini.
Se in passato Šostakovič era lontano dall'idea della musica voluta dal regime (cori e marce militari, toni eroici e trionfalistici), in quest'occasione ritenne invece opportuno avvicinarvisi, e comporre musica che esaltasse la patria e l'antifascismo, così come voluto anche dalla Lega dei Compositori. Non a caso, in questo periodo, orchestrò l'Internazionale e Il giuramento del Commissario del popolo. Negli scontri tra sovietici e nazisti morì il giovane compositore Veniamin Flejšman. Šostakovič si occupò di completare l'opera Il violino di Rothschild, lasciato incompiuto dalla vittima.

#### L'ottava sinfonia
Nel 1942 lavorò all'opera I giocatori, di Gogol', di cui finì solo il primo atto. L'opera verrà completata dal polacco Krzysztof Meyer, biografo di Šostakovič. Mitja utilizzerà delle bozze dell'opera lasciata incompleta per la sua ultima composizione, la Sonata per viola. Altre opere composte da Dmitrij nel 1942 sono la Sonata n. 2 per pianoforte, op. 61, che dedicò a Nikolaev, suo maestro, una Marcia cerimoniale, le musiche per lo spettacolo Patria, di Dolmatovskij (la suite è l'op. 63, Leningrado città natia) e Sei romanze su versi di poeti inglesi, op. 62, che dedicò a diverse persone: sua moglie Nina, Atovm'jan, Sollertinskij, Glikman, Sviridov e Šebalin. Di quest'opera fece una versione per orchestra, l'op. 140.
Šostakovič aveva in mente anche un brano sinfonico, Gli eroici difensori di Mosca. L'idea fu subito messa da parte, visto che Šostakovič era preso dalla composizione di una nuova sinfonia. In due mesi il Maestro compose l'Ottava, una delle pagine più lugubri e drammatiche, che suonava quasi come un cupo Requiem per le vittime del conflitto. Eseguita per la prima volta il 4 novembre 1943 a Mosca, sotto la bacchetta del solito Mravinskij (cui è dedicata l'opera stessa), la sinfonia, a causa della mancanza dei toni trionfali e della prolissità, suscitò molti dibattiti. L'opera verrà messa all'indice e sarà rieseguita solamente quindici anni dopo.

#### La nona sinfonia
Nel 1943 morì Sollertinskij: la perdita del caro amico fu terribile per Dmitrij, che decise di dedicargli il Trio n. 2, op. 67 per pianoforte, violino e cello. Il musicista fu nominato membro dell'Istituto Americano di Arte e Letteratura e ricevette la medaglia "Per la difesa di Leningrado". L'anno dopo completò l'opera Il violino di Rothschild e scrisse le musiche e la suite del film Zoya di Leo Arnštam e per lo spettacolo Il fiume russo. E ancora gli Otto canti popolari inglesi e americani, il Secondo quartetto, op. 68, dedicato a Sebalin, e il Quaderno infantile, op. 69, per la figlia Galina. Šostakovič pensava intanto alla composizione di una nuova sinfonia, che avrebbe dovuto rappresentare la vittoria su Hitler. Abbozzò quindi una Sinfonia della Vittoria, ma cambiò idea e compose le musiche per il film Gente semplice, op. 71, e Due canti, op. 72.
Nel 1945 Dmitrij, che partecipava ai festeggiamenti della fine della guerra, si pose il problema di come festeggiare l'evento. Se tutti si aspettavano una Nona dai toni sfarzosi e trionfalistici, sul modello della ben più conosciuta Nona di Beethoven, Šostakovič sorprese tutti e compose una sinfonia senza coro, senza finali trionfali ma, anzi, dai toni leggeri e ironici, quasi derisoria in certi passaggi, utilizzando schemi classici della sinfonia sette-ottocentesca. In molti lo interpretarono come un insulto ai caduti della patria. Nel 1946, in seguito al suo trasferimento definitivo a Mosca, Šostakovič terminò il Terzo quartetto, op. 73, e venne insignito dell'Ordine di Lenin per l'evoluzione musicale, del Premio Stalin per il Trio n. 2.

### Il secondo dopoguerra
Terminato il secondo conflitto mondiale, iniziò l'ostilità tra il blocco sovietico e quello occidentale. Ciò finirà per danneggiare anche Šostakovič: nei paesi dell'ovest il Times definì la Sesta sinfonia "prodotto di una mente feconda ma poco cospicua". In occidente, infatti, si riteneva che il compositore avesse accettato passivamente le imposizioni di Ždanov (del regime stalinista, quindi), cosa effettivamente non vera.
Il maestro cercò quindi di comporre musica che fosse gradita al regime: il Poema sulla patria, op. 74, con i tanto richiesti solisti, coro ed orchestra, e l'Ouverture festiva, op. 96, entrambi eseguiti solo dopo anni. Continuò la composizione delle colonne sonore: Šostakovič scrisse quelle per Pirogov, op. 76, e per La giovane guardia, op. 75. Un'altra composizione, i Tre pezzi, fu abbandonata. Nell'estate del 1947 cominciò a lavorare al Primo concerto per violino.
Il 9 febbraio fu nominato Presidente della Lega dei Compositori di Leningrado e tre giorni dopo eletto deputato del Soviet Supremo delle Repubbliche Sovietiche. Nel 1948 il Partito accusò, con la voce di Chrennikov (Primo segretario della Lega), di formalismo i compositori sovietici: Muradeli, Mjaskovskij, Šebalin, Popov, Prokofiev, Chačaturjan e, soprattutto, Šostakovič. Dmitrij perse allora il posto di insegnante a Mosca e al Conservatorio di Leningrado e Ždanov lanciò una nuova offensiva (satiricamente chiamata ždanovščina), più violenta ancora di quella del 1936, attaccando le sue opere "perverse, formalistiche e antipopolari". In seguito a questo, la musica sarebbe diventata, fino alla morte di Stalin (1953), una celebrazione tronfia del despota.
Šostakovič, in una situazione economicamente precaria, ricorse, come al solito, alla composizione di colonne sonore: La caduta di Berlino (1949), op. 82, Belinskij (1950), op. 85, da cui vennero poi tratti diversi brani, come una Suite (op. 82a), il canto Una bella giornata, un Vocalizzo per coro a cappella per il primo e una Suite (op. 85a) e quattro cori a cappella dal secondo. Finì anche il Concerto per violino e il ciclo Dalla poesia popolare ebraica, che restarono però allora in un cassetto, e Il canto delle foreste, op. 81, composto per celebrare le politiche ambientali del regime.
Šostakovič, nel 1949, venne inviato come ambasciatore alla Conferenza internazionale della Pace a New York, insieme a diversi altri artisti. Fu però vittima della guerra fredda: Toscanini, che lo aveva invitato anni prima in America, si rifiutò, nel clima di allora, di incontrarlo e un concerto, che aveva in programma la Quinta, venne bloccato da una manifestazione di combattenti.
Il musicista era visto, in questo periodo, come un componente della macchina propagandistica sovietica e si può capire perché ricevette questa "particolare" accoglienza.
Nel 1949 compose la Suite da balletto n. 1 e il Quarto quartetto. Nell'anno successivo compose solamente le Due romanze su versi di Lermontov, op. 84. Nel 1950 ricevette due Premi Stalin: uno per La caduta di Berlino e uno per Il canto delle foreste. Si recò poi a Varsavia, per il Consiglio mondiale della pace, e a Lipsia, per il bicentenario della morte di Bach. L'influenza del genio del contrappunto lo portò a comporre i propri Ventiquattro preludi e fughe, op. 87.
Nel 1951 fu eletto deputato del Soviet Supremo, compose i Dieci poemi su testi di poeti rivoluzionari, op. 88, per il quale ottenne, l'anno successivo, il suo quinto Premio Stalin.
Nel 1951, anno prolifico, vedono la luce anche i Quattro canti su parole di Evgenij Dolmatovskij, op. 86, le Danze di bambole, Dieci canti popolari russi, la Suite per balletto n. 2, le musiche per il film Il memorabile anno 1919 (ricomposti da Atovm'jan nei Frammenti, op. 89a), i Quattro monologhi su versi di Puškin, op. 91, il Quinto quartetto, op. 92.
Nei due anni successivi, invece, compose Il sole splende sulla nostra patria, op. 90, che fu eseguito per l'anniversario del Partito Comunista, le Suite da balletto n. 3 e 4 e i Canti greci. Nel 1953 si recò a Vienna per il Congresso mondiale della pace.

### La morte di Stalin

Il monogramma sonoro del compositore deriva dalle iniziali del suo nome e cognome in tedesco: Dmitri SCHostakowitsch. Le lettere D, Es, C ed H equivalgono alle note Re, Mi bemolle, Do e Si. Šostakovič ha utilizzato la combinazione delle quattro note, in molte sue opere, tra le quali la Decima sinfonia, nel finale, e l'Ottavo quartetto, nelle prime note del brano.

Il 5 marzo 1953 Iosif Stalin morì. L'omaggio, per così dire, di Šostakovič alla memoria del dittatore è la Decima sinfonia: con delle sonorità terribili e spietate, come infatti il compositore russo descrisse Stalin stesso. Il figlio Maksim, in un'intervista, dichiarò che il secondo movimento dell'opera, Allegro, descrive il "ritratto del volto spaventevole di Stalin".
Dopo l'esecuzione dell'opera, sotto la guida del solito Mravinskij, il successo fu clamoroso. All'estero l'opera venne eseguita a Londra, Parigi, Lipsia, New York, Tokyo, Vienna, Basilea, Zurigo, Milano e Atene. Gli verrà conferito il titolo di Artista del popolo e, nel 1956 (in occasione del suo compleanno), l'Ordine di Lenin.

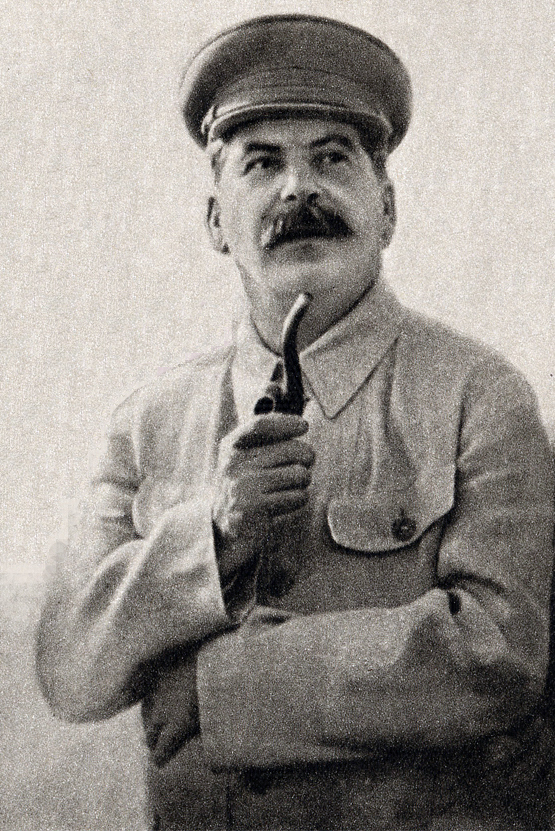

 Ebbero finalmente luogo le prime del Quarto e Quinto quartetto, nel 1953, e dell'Ouverture festiva, op. 96. Šostakovič si dedicò inoltre alla composizione del Concertino per due pianoforti, op. 94, e, nel 1954, Il canto dei grandi fiumi-Unità, Cinque romanze (Canti dei nostri giorni), op. 98, e Furono baci.
Questo felice periodo fu però guastato dalla morte della moglie, Nina Vasil'evna, morta di cancro, e della madre, Sof'ja Vasil'evna. Nonostante ciò, il maestro continuò a comporre: Dalla poesia popolare ebraica e il Concerto per violino n. 1, eseguito dall'amico David Ojstrach e diretto da Mravinskij. L'opera, che ebbe inizialmente poco successo, venne eseguita in America, dove avrà un successo eccezionale. L'unica opera composta nel 1955 fu la colonna sonora de Il tafano.
Venne nominato membro corrispondente dell'Accademia delle arti della Repubblica Democratica Tedesca e, il 15 gennaio 1956, membro onorario dell'Accademia Nazionale di Santa Cecilia: sarà l'unica volta che il grande compositore sovietico verrà in Italia. Nel 1956 Nikita Chruščёv, nuova guida russa, denunciò i crimini del predecessore: si aprì una nuova era per l'arte russa, che si vide togliere di dosso il peso della censura del regime. Šostakovič allora attaccò duramente Stalin, con alcuni articoli, pubblicati anche sulla Pravda, l'idea di Formalismo e la povertà di ideali della musica prodotta allora.
Nel 1956 Šostakovič si sposò con Margarita Andreevna Kainova. Il matrimonio, improvviso, sarebbe durato poco tempo: infatti nel 1959 divorziarono. Nel 1956, per i suoi cinquanta anni, diversi concerti gli vennero dedicati in tutta la Russia, specialmente nella sua Leningrado, e Chruščёv lo decorò con l'Ordine di Lenin.
Le composizioni di quest'anno furono il Sesto quartetto, op. 101, le musiche del film Il primo contingente, (la suite ha numero d'opera 99a), Due canti e i cinque Canti spagnoli, op. 100

### Il Partito e i riconoscimenti internazionali

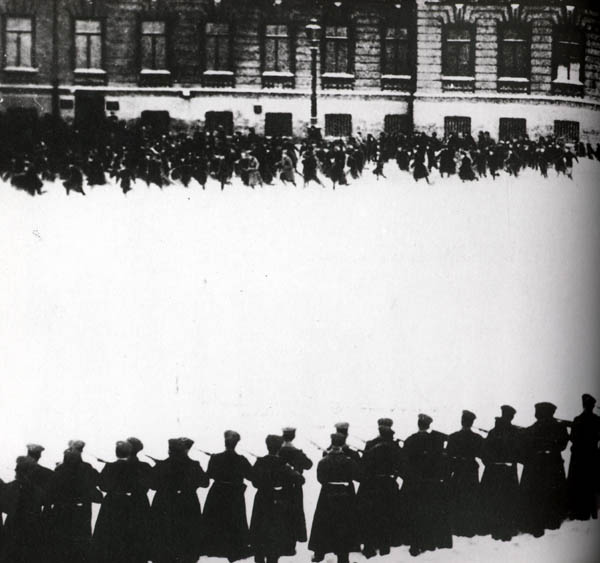
La Domenica di sangue, atto culminante della Rivoluzione del 1905

Mentre Chruscev iniziava il processo di destalinizzazione e di distruzione del culto della personalità, Šostakovič venne eletto Segretario della Lega dei Compositori: manterrà la carica fino al 1968. Nello stesso anno, il 1957, compose l'Undicesima sinfonia - L'anno 1905, dedicata alla prima Rivoluzione russa. Questo lavoro è il primo in cui Šostakovič diede titolo ai diversi movimenti (era accaduto in passato, con la Settima: i diversi titoli erano La guerra, Il ricordo, Gli spazi sconfinati della patria, La vittoria. Il compositore decise però di eliminarli prima dell'esecuzione), identificandoli con avvenimenti precisi accaduti nella ribellione. Stranamente, quando il diktat dell'"intitolazione dei movimenti" era ormai svanito, Dmitrij ne fece uso per la prima volta. L'opera riceverà il Premio Lenin.
In occasione del diploma del figlio Maksim, Šostakovič, in una quasi inedita versione di "padre affettuoso", compose il Concerto n. 2 per pianoforte, op. 102. Lo dirigerà e suonerà un anno dopo anche Leonard Bernstein a New York. Altre composizioni del periodo sono le Undici variazioni su tema di Glinka, in collaborazione con Šebalin, Kabalevskij, Kapp, Levitin, Ščedrin e Sviridov, e Due adattamenti di canti popolari russi, op. 104. Iniziò anche a lavorare ad un'operetta: Moskva, Čerëmuški.
Diversi sono i riconoscimenti che Dmitrij ricevette in questo periodo: Cavaliere delle Arti e delle Lettere (Francia), il primo straniero a ricevere questo titolo; socio onorario dell'Accademia musicale della corona inglese; l'alto dottorato dell'Università di Oxford; il premio internazionale Jan Sibelius (Finlandia); divenne Presidente onorario della società Austria-URSS. Nel 1958 iniziarono anche i suoi problemi fisici: comparvero i primi sintomi di quella paralisi che finirà per impedirgli l'uso della mano destra. Ciò provocherà la fine dell'attività pianistica di Dmitrij; in occasione del matrimonio del figlio, si fratturò una gamba. Continuerà a zoppicare per il resto della vita, soprattutto dopo la seconda rottura della stessa gamba nove anni più tardi.

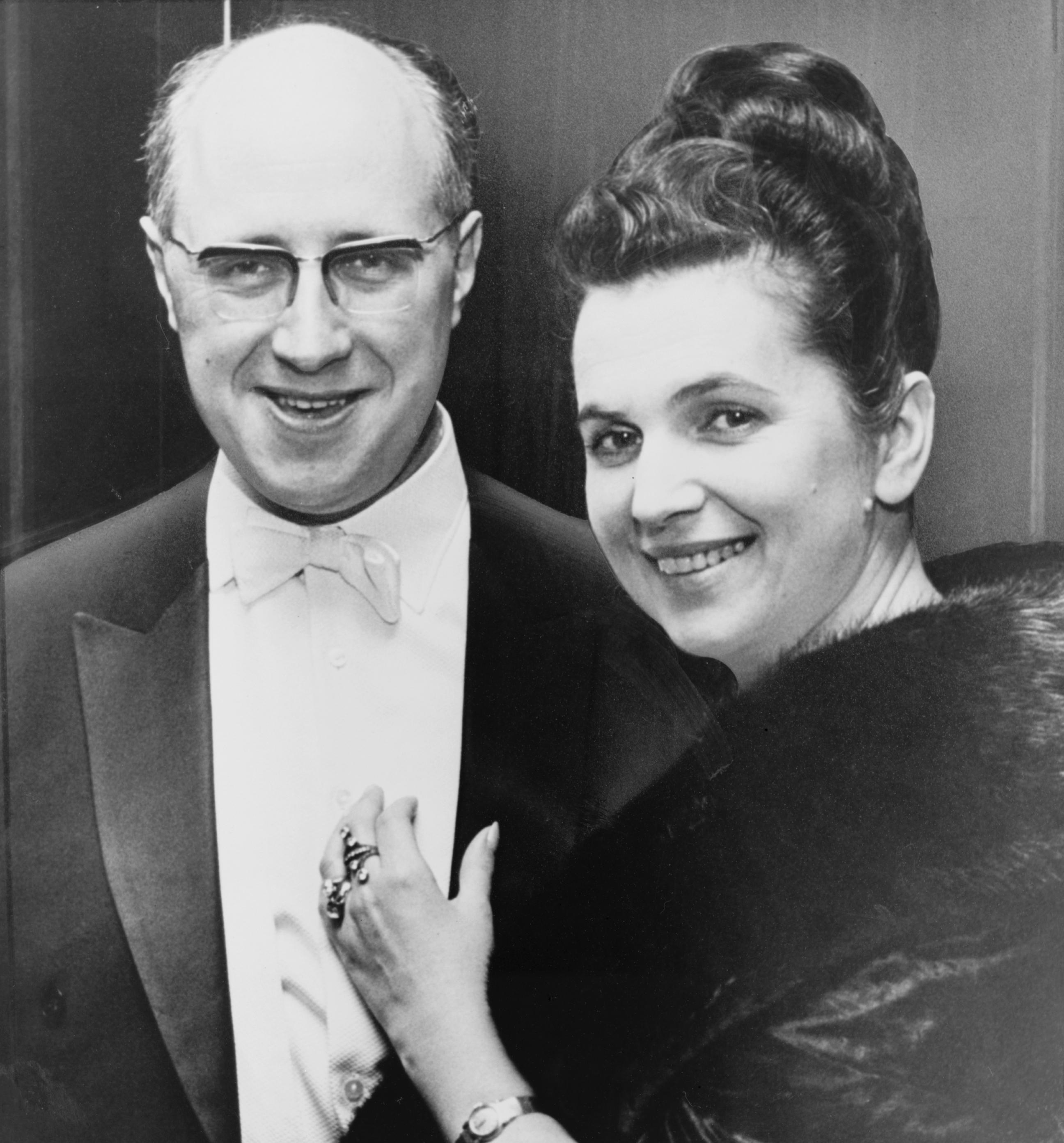
Mstislav Rostropovič e Galina Višnevskaja, grandi amici di Dmitrij Šostakovič

Nel 1959 compone il Concerto n. 1 per violoncello (solista della prima esecuzione sarà il dedicatario stesso, Mstislav Rostropovič, e direttore il solito Mravinskij) e una nuova versione dell'opera Chovanščina di Musorgskij, ancora oggi preferita all'originale. L'opera otterrà un enorme successo. L'anno successivo in Occidente ripresero le rappresentazioni della Lady Macbeth: furono molti i critici che giudicarono l'opera volgare e senza scrupoli; in Italia furono molte le polemiche in seguito ad una sua rappresentazione a Venezia: dopo la prima esecuzione il soprano si vergognò di comparire nuovamente in camicia da notte nella scena del rapporto e del bacio con il tenore (Sergej): la scena aveva scandalizzato tutti, dal patriarca della città ad Andreotti; alla seconda rappresentazione, la scena venne eseguita con il sipario chiuso.
Nel 1960 Šostakovič entrò nel Partito Comunista, segno evidente della fiducia del musicista verso il nuovo corso post-Stalin. Compose molte opere: il Settimo quartetto, op. 108, che dedicò alla memoria della prima moglie Nina; le Satire, op. 109; la colonna sonora per Cinque giorni, cinque notti, op. 111, composta in Germania Est; l'Ottavo quartetto, op. 110, una delle sue opere più tristi, dedicato alle vittime del fascismo e della guerra. Esso contiene diverse citazioni, dalla Prima sinfonia, dal Trio n. 2 (la danza dei nazisti sui cadaveri degli ebrei del quarto movimento) e dalla Lady Macbeth. Comparve anche il suo nome - motto musicale, ovvero le note Re - Mi bemolle - Do - Si. Del quartetto, Rudol'f Baršaj farà una trascrizione per orchestra, chiamata Sinfonia da camera, op. 110a. Anche la composizione de I rintocchi di Novorossijsky - La fiamma della gloria eterna, in memoria dei caduti della Grande Guerra Patriottica, è dello stesso anno. La melodia era udibile ogni ora dalla torre dell'orologio della città..

### Gli anni Sessanta
Tra il 1960 e il 1961 compose finalmente la sinfonia per Lenin: la Dodicesima sinfonia è in realtà dedicata alla rivoluzione del 1917, più che al politico stesso. Anche in essa i movimenti hanno un titolo, richiamante ciascuno alcuni eventi o luoghi della Rivoluzione d'Ottobre. La sinfonia venne eseguita in occasione del ventiduesimo anniversario del PCUS. Se in patria ricevette una grande accoglienza, in Occidente fu duramente attaccata, sicuramente, per "accontentare" l'anticomunismo, ma anche per i contenuti con poca retorica.
Nel 1961 ebbe finalmente luogo l'esecuzione della storica Quarta sinfonia, sotto la bacchetta di Kirill Kondrašin. Fu uno straordinario e sincero successo e la critica esaltò l'opera come uno dei più grandi lavori del Novecento. Nel marzo venne eletto deputato del Soviet Supremo dell'URSS. Poco prima dell'esecuzione della Quarta, Dmitrij aveva cominciato a scrivere la sua Tredicesima sinfonia, su testi del poeta Evgenij Evtušenko, che parla principalmente di antisemitismo.
L'opera venne contrastata dalla Lega dei Compositori, in particolare da Chrennikov, ma nessuno alla fine riuscì a impedire la stesura dell'opera sinfonica. Questo piccolo scontro sarà l'ultimo della vita di Šostakovič: non verrà mai più osteggiato né dallo stato né dalla Lega dei Compositori. Alla prima esecuzione, nel dicembre del 1962, ricevette un'ovazione senza fine, con gli ascoltatori commossi sino al pianto. La sinfonia fu diretta da Kirill Kondrasin, direttore che successe a Mravinskij nelle esecuzioni delle prime di Šostakovič. I rapporti con Mravinskij si erano raffreddati dopo che questi aveva preferito non dirigere la Tredicesima. La stampa tacque sulla nuova sinfonia, visto che essa aveva toccato dei temi-tabù nella Russia ancora convalescente dallo stalinismo: l'antisemitismo, la persecuzione della satira, la lode della donna, il timore di fronte al terrore dello stalinismo e della vendita dello studioso al regime. Per alcuni anni la sinfonia sparì dai programmi delle orchestre, per riapparire solamente negli anni settanta, con alcuni versi cambiati.
In occidente, dove Šostakovič era visto come un compositore ormai asservito al potere, la Tredicesima venne ritenuta come un'opera di un artista divenuto nuovamente dissidente. Questo successo nel blocco capitalista fece sì che in patria Šostakovič venisse visto con diffidenza. Ma il potere cominciava ad essere cauto con il compositore, e non viceversa come in passato. Šostakovič riprese la Lady Macbeth, con il consenso del Ministero della Cultura: successivamente al cambio di titolo in Katerina Izmajlova e ad alcuni aggiustamenti fatti dal compositore, l'opera fu messa nel programma di molti teatri, e in breve tempo ottenne un immenso successo, che fece sì che l'opera venisse eseguita anche in molti paesi dell'Occidente. Nel 1962, a 58 anni, Šostakovič si sposò per la terza volta, con l'editrice Irina Antonovna Supinkskaja. Nonostante la grande differenza d'età, fu un matrimonio felice.

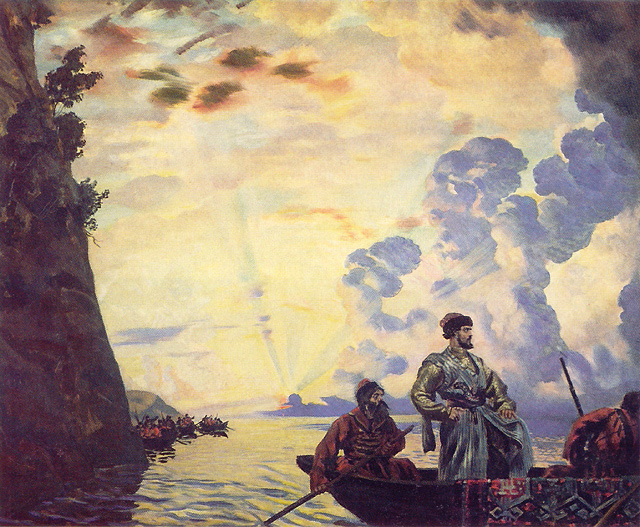
L'eroe popolare russo, Sten'ka Razin, in un quadro di Kustodiev

Nel 1963 Šostakovič musicò il film Ceremuskij, tratto dall'opera; arrangiò per orchestra i Due cori, op. 124; orchestra i Canti e danze della morte di Musorgskij, che dedica a Galina Višnevskaja; riorchestra il Concerto per violoncello di Robert Schumann, che dedicò a Mstislav Rostropovič; compone l'Ouverture su temi circassi e russi, per il centenario dell'annessione del Kirghizistan alla Russia; compose le musiche per il film Amleto, op. 116. Ricominciarono, per il momento solo all'estero, le messe in scena de Il naso.
Mentre peggioravano le sue condizioni di salute, Šostakovič compose il Nono quartetto (orchestrato da Baršaj come Sinfonia da camera, op. 118a) e il Decimo quartetto, dedicato alla moglie Irina, che lo assisteva sempre più. Su poema dell'amico Evtušenko, compose la cantata L'esecuzione di Stepan Razin, op. 119. Razin è un eroe popolare russo, capo della rivoluzione contro i boiardi del 1671. Poiché parla di una ribellione contro il potere, il testo non piacque al regime, che impose alcuni tagli all'opera.
Šostakovič diresse l'unica volta nella sua vita nel 1964: al festival di Gor'kij eseguì l'Ouverture festiva di Brahms e il proprio Concerto n. 1 per cello. Nel 1965, in seguito ad un ulteriore peggioramento delle condizioni di salute, Šostakovič compose solamente le musiche per il film Un anno, una vita, op. 120, e le Cinque romanze su testi della rivista "Krokodil", op. 121. L'anno successivo completò l'Undicesimo quartetto, dedicato a Sirinskij, dello storico Quartetto Beethoven, e la Prefazione alle mie opere complete e brevi riflessioni in proposito, op. 123, in cui, con molta autoironia, parlava di sé.

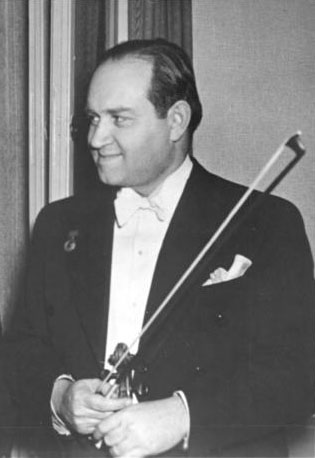
David Ojstrach, grande amico di Šostakovič

Nel 1966 fu colpito da un infarto e si ruppe la gamba (la stessa fratturatasi anni prima, in occasione del matrimonio di Maksim). Nonostante ciò, compose (in ospedale) il Concerto n. 2 per violoncello, per il solito Rostropovič. L'anno dopo compose un ciclo su testi di Aleksandr Blok, per soprano, pianoforte, violino e cello, dedicandolo a Galina Visnevskaja, e il Concerto n. 2 per violino, op. 129, come regalo di compleanno per David Ojstrach. Compose anche, benché fosse ricoverato in ospedale, un canto dall'Evgenij Onegin, intitolato Primavera, primavera, op. 128; le musiche per il film Sof'ja Perovskaja, op. 132; il Preludio funebre-trionfale, op. 130, dedicato alla memoria dei caduti nella battaglia di Stalingrado; il poema sinfonico Ottobre, op. 132, per il cinquantesimo anniversario della Rivoluzione.
Nel 1968, terminò il Dodicesimo quartetto, op. 133, opera con contenuti dodecafonici, e la Sonata per violino, op. 134, dedicata al solito Ojstrach. Nel 1969 Šostakovič, molto malato (il braccio destro era praticamente paralizzato) cadde in depressione, a causa delle molte morti avvenute nell'anno: due membri del Quartetto Beethoven (Borisovskij e Vasilij Širinskij), la sorella maggiore Marija, Lev Oborin, il regista Kozincev.

### Gli anni Settanta

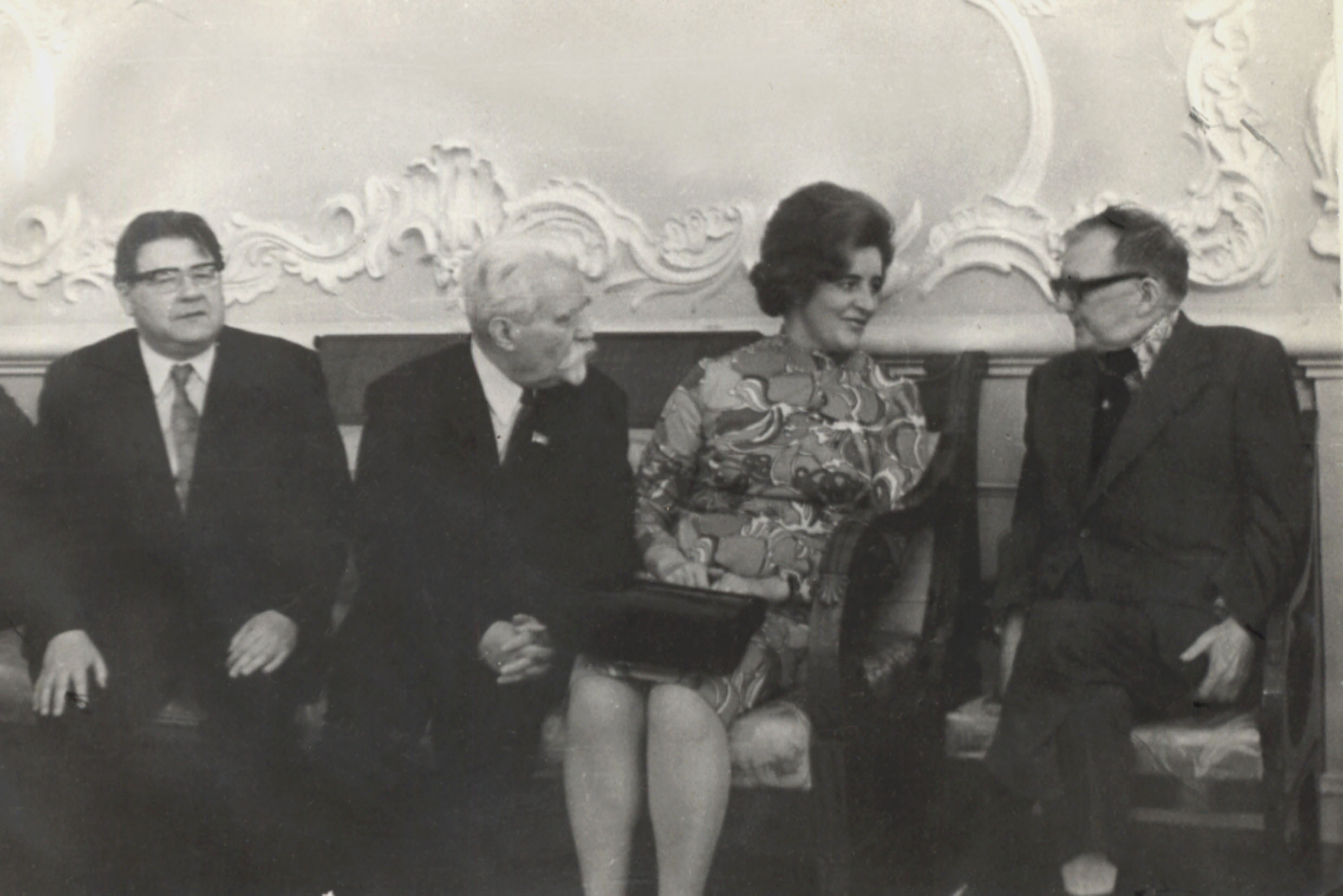
Šostakovič nel 1974, durante una pausa del Quinto Congresso dell'Unione dei Compositori sovietici, insieme ad un gruppo di compositori bielorussi

In questo clima molto triste, Dmitrij compose la sua Quattordicesima sinfonia, con temi riguardo alla morte. La dedicò all'amico Benjamin Britten, conosciuto anni prima. L'organico era molto particolare e prevedeva un soprano, un basso, archi e percussioni "accessorie" (ovvero woodblock, castagnette, frusta, 3 tom-tom, tastiere, campane, celesta). I testi erano di García Lorca, Apollinaire, Rilke e Kuchelbecker. Ricevette molti complimenti e ottime critiche, nonostante il mancante ottimismo tanto voluto dal regime. Orchestrò anche il Primo concerto per violoncello di Boris Tiščenko.
Nel 1970 Šostakovič ritirò diversi premi in tutto il mondo, nonostante le sempre peggiori condizioni fisiche. Mentre si trovava in ospedale, compose il ciclo Lealtà, op. 136. In agosto terminò il Tredicesimo quartetto, op. 138, le musiche per il film Re Lear, op. 137, e la Marcia della milizia Sovietica, op. 139. Nel 1971 compose l'enigmatica ultima sinfonia, la Quindicesima, un contenitore di ricordi e di citazioni di proprie opere passate e di lavori di Rossini (Guglielmo Tell, i famosi squilli di tromba del finale dell'ouverture) e Wagner (il Tannhäuser). Lo colpì un altro infarto, mentre scriveva il Quattordicesimo quartetto.
Nel 1973, rimessosi, compì diversi viaggi in Europa e in America, presenziando a diverse esecuzioni delle sue opere, ormai rappresentate in molti teatri del Continente. Al ritorno in Russia, gli vennero diagnosticati la progressiva paralisi degli arti e un carcinoma al polmone. Lavorò nell'estate 1973 al ciclo sulle Sei poesie di Marina Cvetaeva, op. 143, portato al debutto nel novembre dello stesso anno a San Pietroburgo dal mezzosoprano Irina Petrovna Bogačёva. Nel 1974 tenne un discorso alla Lega dei Compositori e un mese dopo tornò in ospedale, dove compose l'ultimo quartetto, il Quindicesimo. Per l'esecuzione venne cercato un nuovo quartetto, date le morti dei membri del Quartetto Beethoven (era mancato anche l'ultimo ancora vivente, Sirinski).
Nel 1974 Šostakovič, tramite degli amici che erano stati in Italia, conobbe le opere letterarie di Michelangelo. Compose quindi una Suite su versi di Michelangelo Buonarroti, op. 145, con temi quali politica, amore e arte. I brani della penultima opera, le Quattro poesie del Capitano Lebjadkin, op. 146, sono tratti da I demoni di Dostoevskij. Nell'autunno a Mosca si rieseguì, dopo quaranta anni di ostracismo, Il naso: Šostakovič partecipò alla preparazione dell'opera e alcuni video, rintracciabili anche in rete, lo ritraggono stanco e molto malato. Stessa cosa farà per la Katerina Izmajlova, rappresentata a dicembre.

### La riabilitazione e la morte
Agli inizi del 1975 iniziò l'orchestrazione del Lied di Beethoven Il canto della pulce (op. 75 n. 3). Ad aprile venne ricoverato in ospedale. Il 6 luglio 1975 terminò di comporre la Sonata per viola, op. 147. Il lavoro contiene citazioni dall'opera I giocatori e dalla Sonata al chiaro di luna di Beethoven. La nota finale della viola, che svanisce in un emblematico morendo, fu l'ultima scritta dal compositore. In seguito all'ennesimo infarto cardiaco, il 9 agosto 1975, alle ore 18:30, Dmitrij Dmitrievič Šostakovič morì nell'ospedale di Kunzevo, lo stesso sobborgo moscovita dove era morto il "nemico" Stalin. I funerali di Stato si svolsero cinque giorni dopo, il 14 agosto. Parteciparono autorità politiche, familiari e moltissime persone, che diedero a uno dei più grandi compositori l'ultimo saluto. Il Maestro è sepolto nel cimitero di Novodevičij.

## Šostakovič insegnante

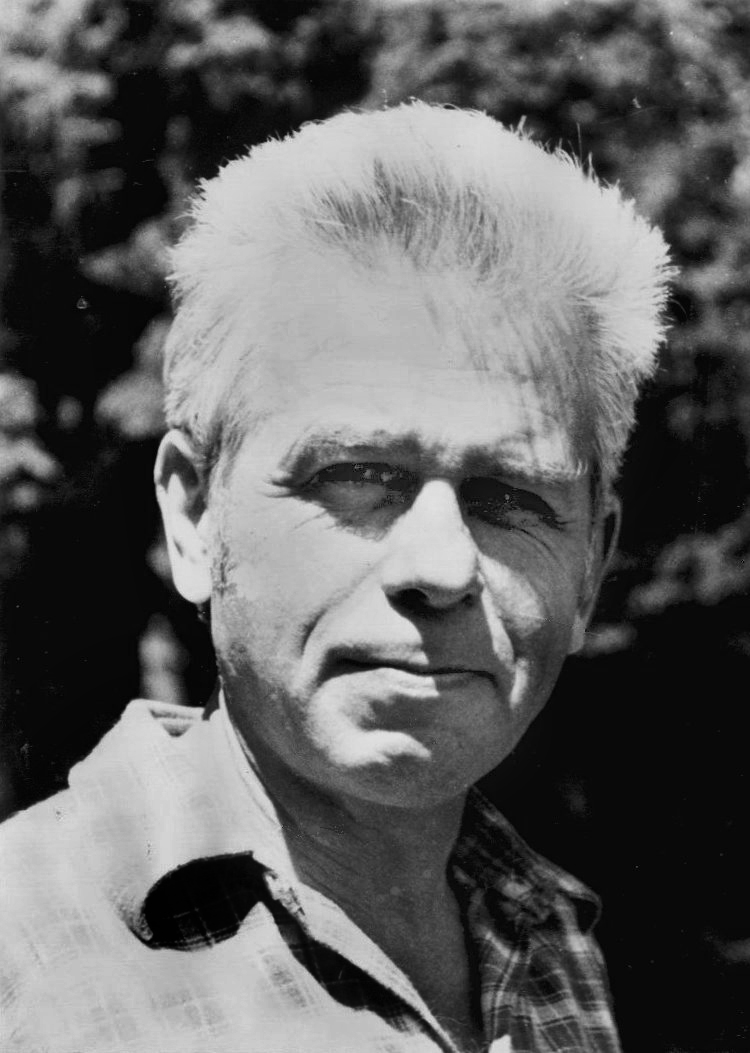
Edison Denisov, allievo e corrispondente di Šostakovič

Šostakovič si è sempre dimostrato un ottimo didatta: durante il periodo di insegnamento ai conservatori delle due maggiori città russe, il Maestro diede lezioni a moltissimi allievi, tra i quali i già citati Flejšman e Tiščenko, ma anche Denisov (con il quale intrattenne un rapporto epistolare), Ustvol'skaja, Weinberg, Sviridov, Evlachov, Bunin, Karėn Chačaturjan (nipote di Aram) e Boris Čajkovskij (solamente omonimo di Pëtr). I suoi allievi parlano di uno Šostakovič molto dedito all'insegnamento, e che, nonostante i suoi numerosi impegni, non mancava mai alle lezioni. Molto caloroso con i suoi pupilli, e sempre rispettoso delle loro scelte compositive, Dmitrij usava far studiare brani di Beethoven, Brahms, Čajkovskij, Mahler e Verdi, ma anche di Richard Strauss (il Don Juan) e Stravinskij (la sua riduzione per piano della Sinfonia dei Salmi).

## Lo stile
Il linguaggio musicale di Šostakovič si rifà alla tradizione e alla cultura russa, mischiandole in una propria e originalissima visione della forma e del contenuto.
Dopo un primo periodo di avanguardia, Šostakovič si riallacciò alla musica romantica, ispirandosi a Gustav Mahler, ma anche a Musorgskij. La sua musica spesso comprende acuti contrasti ed elementi grotteschi.

### Šostakovič e gli ideali della rivoluzione
Šostakovič aderì sinceramente agli ideali rivoluzionari, al punto che la figura di Lenin costituì per tutta la sua vita un punto di riferimento. Un aneddoto racconterebbe che l'undicenne Šostakovič si trovasse tra la folla che ne attendeva il rientro in Russia alla stazione di Pietrogrado il 3 aprile 1917, insieme al padre e allo zio Maksim. Lì Mitja (così veniva chiamato il futuro compositore da piccolo) assistette al discorso di Lenin. È anche documentato un articolo pubblicato su "Sovetskaja kultura" nel 1959, nonché da alcune lettere, la volontà di dedicargli una sinfonia. Nel 1917, dopo avere partecipato ad un corteo popolare, compose una marcia funebre e un inno per onorare le vittime della Rivoluzione. Ciò non gli impedì, tuttavia, di denunciare il tradimento di questi stessi ideali compiuto dalle oligarchie di partito negli anni successivi.

### Šostakovič e la società
L'opera Lady Macbeth del Distretto di Mcensk (poi chiamata Katerina Izmajlova) nel 1934, che raccontava del delitto di Macbeth come gesto di rivolta antiborghese, a due anni e più di cento repliche di distanza dalla sua prima rappresentazione, fu attaccata dal partito Comunista tramite un articolo sul giornale Pravda dal titolo "Caos anziché musica" (probabilmente redatto da Stalin in persona) in cui la geniale opera di Šostakovič veniva criticata in quanto non rispondente ai canoni appena definiti del cosiddetto "Realismo socialista" (secondo la definizione dell'allora consulente culturale di Stato Russo Maksim Gor'kij: 
Una definizione volutamente laconica e tautologica, volta a determinare un controllo sugli artisti e, quanto più possibile, un loro asservimento al partito. Se infatti tale definizione avesse assunto un profilo più chiaro, sarebbe stato ben facile da parte di musicisti e scrittori mettersi al riparo assecondando richieste specifiche di contenuto “popolare” o quant'altro; in questo modo invece, chiunque avrebbe potuto essere sempre ed in ogni caso passibile di una accusa di “formalismo” (anche questo un termine generico, indicante le tendenze di quegli intellettuali che, lontani dalle esigenze del proletariato, si dedicavano ad un esclusivo culto della forma, magari perfino in odore di influenze occidentalizzanti). Basti citare il caso di Muradeli, compositore di secondo piano e convinto socialista, cui fu commissionata nel periodo postbellico un'opera da comporsi secondo i canoni, appunto, del realismo socialista, e che, presentata agli organi di partito, fu invece presa come modello di musica “formalista”.

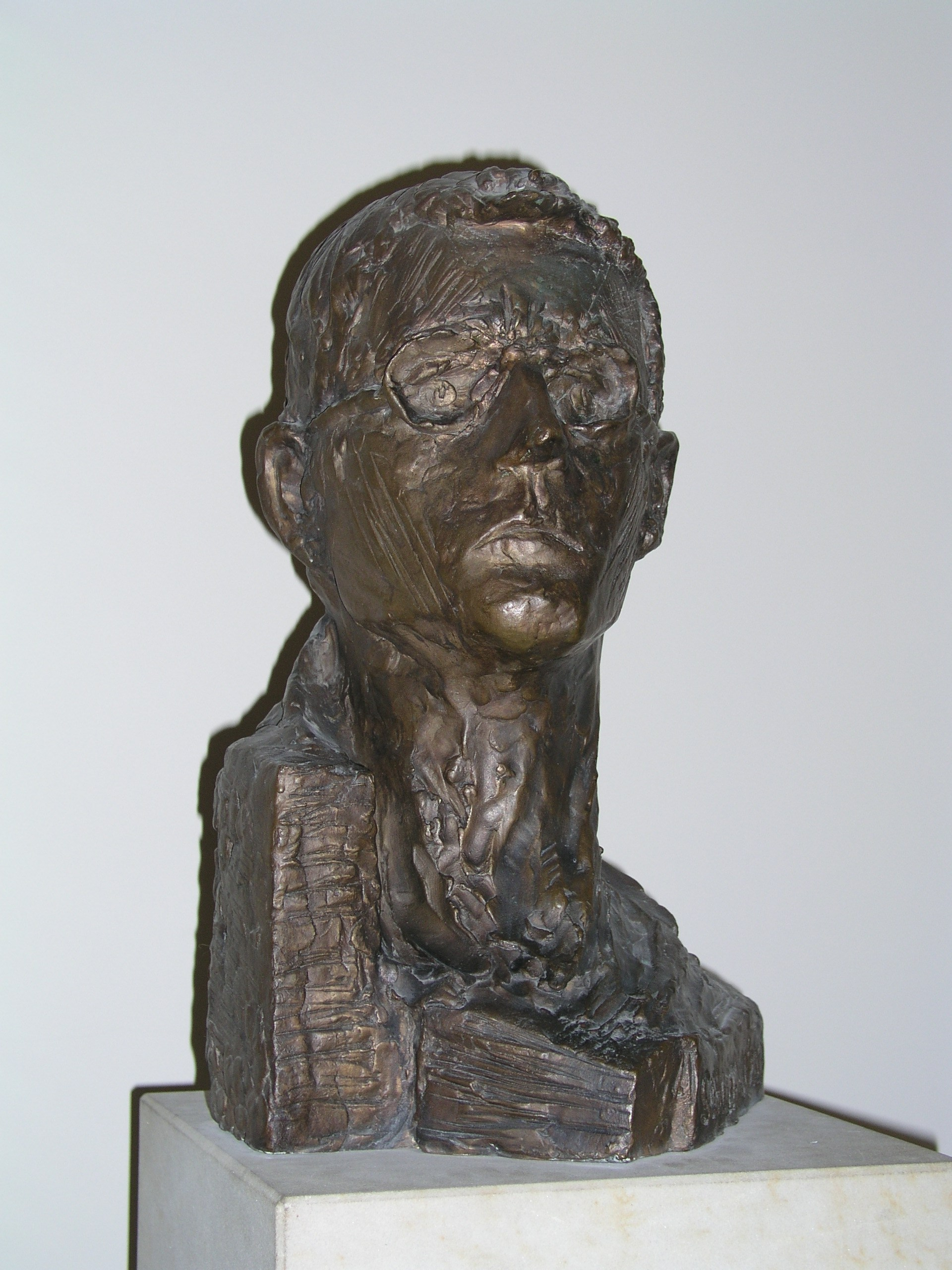
Busto bronzeo di Šostakovič presso la scuola a lui dedicata a Berlino

Šostakovič e la Lady Macbeth furono di fatto due insigni vittime, il cui processo coram populo facesse da esempio, dando avvio all'affermazione di un meccanismo secondo cui il “crimine artistico” costituiva in tutto e per tutto un crimine politico, e la parola del partito in ambito culturale diveniva legge.
Durante il periodo 1941/1945, data la tragica situazione interna, il regime tollerò il maturare di una certa libertà d'espressione, purché fosse indirizzata a celebrare la tradizione della grande Russia post-zarista e inneggiasse alla resistenza contro l'invasione nazista. L'Ottava e la Nona sinfonia furono, sotto questo profilo, estremamente deludenti: il Partito si aspettava che Šostakovič scrivesse una trilogia incentrata sulla guerra (cominciata con la celeberrima Settima); ma l'Ottava sinfonia, del 1943, risultò un cupo e pessimistico requiem per le vittime del conflitto, e fu aspramente criticata dai membri dell'Unione dei compositori; lo stesso si potrebbe dire della Nona (scritta nel 1945), che avrebbe dovuto essere il mastodontico inno trionfale per una Russia uscita vincitrice dalla guerra: alla prima del 3 novembre, gli astanti ascoltarono una musica striminzita (all'incirca 25 minuti di durata), mai seria, anzi buffa e giocosa, persino canzonatoria in certi passaggi.
In ogni caso, terminato il conflitto, l'inversione di tendenza fu immediata e totale. A capeggiare questa nuova crociata contro la libertà di espressione fu il nuovo intraprendente addetto alle faccende culturali di Stalin: Andrej Aleksandrovič Ždanov. La campagna che tra il 1946 e il 1948 portò a innumerevoli purghe nelle arti e nelle scienze (nota poi con il dispregiativo nome di "ždanovščina") diede luogo a scene di meschinità e perfidia senza precedenti: si generarono spaccature tra studenti e docenti nelle scuole e Šostakovič, accusato di formalismo (assieme a Sergej Sergeevič Prokof'ev e altri) in un decreto del 10 febbraio 1948, restò del tutto isolato, privato della sua cattedra in Conservatorio; se nel 1936 non aveva ritrattato pubblicamente le sue opinioni, ora fu costretto a tenere un discorso di autocritica, promettendo di seguire le direttive del partito e di scrivere solo più musica “per il popolo”.

## Le opere
La produzione musicale di Šostakovič comprende quindici sinfonie, quindici quartetti per archi, sei concerti per strumento solista (due ciascuno per pianoforte, violino e violoncello), due trii per pianoforte, violino e violoncello, cinque sonate (violoncello, violino, viola e due per pianoforte, più una distrutta), oltre trenta colonne sonore di film e suite di esse, tre balletti e diverse opere teatrali, moltissime composizioni per orchestra (tra cui si citano l'Ouverture festiva, le diverse suite da balletto, il poema sinfonico Ottobre), per coro (come i cicli su testi di Michelangelo, Dolmatovskij, Puškin, Cvetaeva) e per entrambi (come l'Esecuzione di Stepan Razin e il Canto delle Foreste). Per pianoforte, Šostakovič ha anche composto due raccolte di brani: i 24 Preludi e i 24 Preludi e Fughe.
Tra i suoi lavori si hanno anche diversi adattamenti o riorchestrazioni di opere di altri grandi compositori, tra cui Rimskij-Korsakov, Scarlatti, Musorgskij, Strauss, Flejšman, Schumann, Tiščenko e Beethoven.

### Il pianoforte
Fra i lavori per pianoforte l'opera forse più eseguita sono i ventiquattro preludi e fughe, scritti sulla linea del Clavicembalo ben temperato di Bach ma non molto distanti anche dal Mikrokosmos di Béla Bartók. Sono undici preludi a tre voci e anche undici a quattro voci più il nº9 a due voci e il nº13 a cinque voci. Non vanno dimenticate però anche le due Sonate per pianoforte (1926-1942), in cui la prima è un abbozzo della Quarta Sinfonia in cui i movimenti sono attaccati e lo stile è molto vicino a Prokof'ev, gli Aforismi Op.13 (1927) più altri lavori per due pianoforti (la Suite del '22 e il Concertino del '53).

## Šostakovič nei media
Sul compositore russo sono stati girati diversi film e documentari:
- Testimony: The Story of Shostakovich, diretto da Tony Palmer e interpretato dall'attore inglese Ben Kingsley. Il film, del 1987, è basato sul libro di Solomon Volkov "Testimony". Il film ha ottenuto diversi riconoscimenti: il Premio per il Miglior Film Drammatico al New York International Film Festival, il Premio Fellini dell'UNESCO e il Premio della Critica al Festival Internazionale di San Paolo.
- Sonata per viola - Dmitrij Shostakovich (Al'tovaya Sonata: Dmitrij Shostakovich), di Semën Aranovič e Aleksandr Sokurov. Girato del 1989, è un documentario che, sulle note de Il naso e dell'ultimo brano, la Sonata per viola, descrive in particolare lo scontro tra il regime e Šostakovič.

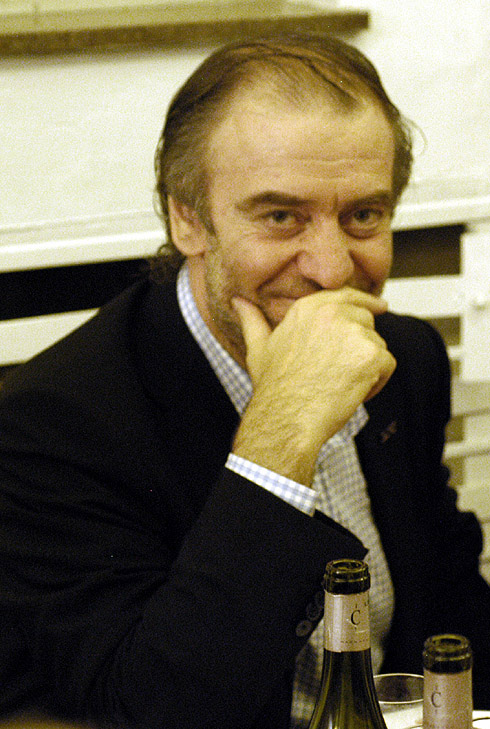
Valerij Gergiev, grande interprete di Šostakovič, ha partecipato al documentario The War Symphonies: Shostakovich against Stalin

- The War Symphonies: Shostakovich against Stalin è un documentario del 1997, diretto da Larry Weinstein. Il documentario, con contributi di molte persone care a Šostakovič, tra cui i figli Maksim e Galina, Isaak Glikman (suo segretario) e Karen Chačaturian, sua allieva, analizza le opere belliche del maestro in rapporto al dispotico dittatore. Le musiche del maestro presenti nel film, ovvero la Lady Macbeth, le sinfonie dalla Quarta alla Nona e il Rayok Antiformalistico (un'opera satirica su versi di Stalin e Ždanov), sono eseguite dal grande direttore russo Valerij Gergiev.
- Young Peoples Concerts - A Birthday Tribute To Shostakovich è una delle tante lezioni - concerto, tenute da Leonard Bernstein alla guida della New York Philharmonic Orchestra. In questa occasione, Bernstein presenta ai ragazzi un frammento del Primo movimento della Leningrado e l'intera Nona sinfonia, parlando soprattutto del lato umoristico e satirico del compositore di San Pietroburgo. L'esibizione è stata registrata per la CBS TV il 5 gennaio 1966 ed è stata dedicata a Šostakovič da Bernstein in occasione del suo sessantesimo compleanno.

Diversi sono i film che utilizzano le musiche del compositore russo (oltre, s'intende, quelli per i quali egli ha scritto appositamente la colonna sonora):
- nell'edizione del 1976 del capolavoro di Ėjzenštejn La corazzata Potëmkin sono state usate diverse opere di Šostakovič. Nella scena più famosa, la discesa dei soldati dalla scalinata, si può ascoltare l'Undicesima sinfonia, che descrive il massacro della popolazione nella domenica di Sangue, episodio chiave della prima Rivoluzione Russa e avvenimento ispiratore del film di Ėjzenštejn.
- in Fantasia 2000, della Disney, il Primo movimento (Allegro) del Secondo concerto per pianoforte è utilizzato nell'episodio di Il soldatino di stagno, di Andersen
- in Eyes Wide Shut (1999) di Stanley Kubrick è presente il Valzer n. 2 della Suite per orchestra di varietà.
- in Fascisti su Marte, di Corrado Guzzanti e Igor Skofic (2006), sono presenti alcuni estratti dal I e dal IV movimento della Sinfonia n. 7 e dal II della n. 10.
- Sempre il Valzer n. 2 della Suite per orchestra di varietà è sigla finale del programma televisivo condotto da Corrado Augias La torre di Babele, in onda su LA7 dal dicembre 2023.

## Riconoscimenti
- Membro del Consiglio internazionale UNESCO
- Membro del Consiglio internazionale per la Musica, UNESCO (1966)

### Unione Sovietica
- Artista Nazionale dell'URSS (1954)
- Due volte Premio Lenin: (1958), per l'Undicesima sinfonia; (1966)
- Cinque volte Premio Stalin di Stato per le arti: 1940 (Quintetto per Pianoforte); 1946 (Trio n. 2); 1950 (Il canto della Foresta); 1950 (La caduta di Berlino); 1952 (Dieci poemi su testi di poeti rivoluzionari);
- Medaglia "Per la difesa di Leningrado".
- Presidente della Lega dei Compositori di Leningrado
- Deputato del Soviet Supremo
- Deputato del Soviet Supremo di Leningrado
- Presidente della Lega dei Compositori Sovietici
- Presidente della Lega dei Compositori di Leningrado (1946)
- Segretario della Lega dei Compositori Sovietici (1957-1968)
- Consigliere del Consiglio Nazionale dell'Unione Sovietica (1966)
- Deputato dell'Alto Consiglio nazionale dell'URSS per l'area della repubblica Jadrino-Vuvasise (1974).

### Stati Uniti d'America
- Membro onorario dell'Istituto Americano di Arte e Letteratura.
- Membro dell'Accademia delle Scienze degli Stati Uniti (1959)
- Laurea honoris causa in Belle Arti all'università di Evanston (1973).

### Regno Unito
- Medaglia d'Oro della Royal Philharmonic Society (1966).
- Socio onorario della Royal Academy of Music (1958)
- Alto dottorato dell'Università di Oxford (1958).

### Italia
- Accademico Onorario di Santa Cecilia (1956).

### Repubblica Democratica Tedesca
- Membro corrispondente dell'Accademia delle Arti (1956).

### Repubblica Federale Tedesca
- Membro corrispondente Accademia delle belle Arti di Monaco di Baviera (1969).

### Finlandia
- Wihuri Premio Jean Sibelius (1958).

### Danimarca
- Premio musicale Léonie Sonning (1973).

### Austria
- Presidente onorario della società Austria - URSS (1958).
- Medaglia commemorativa della Società Mozart (1970).

### Irlanda
- Dottore honoris causa al St. Trinity College (1973).

### Serbia
- Socio onorario dell'Accademia Serba delle Arti (1965)

### Buriazia
- Artista del Popolo

### Messico
- Professore onorario del conservatorio del Messico (1959)